# S-metilmetionin
Az S-metilmetionin (metil-metionin) aminosav, a metionin származéka. Vízoldékony vegyület. Az emberi anyagcsere, a metioninból ciszteinné alakulás egyik köztiterméke. Feltételezett gyomorfekély (angolul ulcer)-gátló hatása miatt kapta a köznyelvben jobban ismert "U-vitamin" becenevet, habár a tudományos közvélemény nem tekinti valódi vitaminnak. 

## Biokémiája
Az S-metilmetionin a metioninból és S-adenozil-metioninból (SAM) keletkezik, metionin-S-metiltranszferáz hatására:
metionin + SAM ⇋ S-metilmetionin + S-adenozil-homocisztein (SAH)
A reakció során S-adenozil-homocisztein is keletkezik, mely vegyület hidrolizáció révén bomlik adenozinná és homociszteinné. Az S-metilmetionin sorsa tisztázatlan, egyes tanulmányok inaktív metionin-tároló funkciót tulajdonítanak neki, illetve a fenti egyensúlyi reakció révén a SAM, illetve a homocisztein szintjét szabályozhatja.

## Gyógyászati használata és biztonság
1950-ben Garnett Cheney nevezte először U-vitaminnak az S-metilmetionint. Egyes tanulmányok nyálkahártya-regeneráló, gyomorfekélygátló és -gyógyító, illetve vérzsír- és koleszterincsökkentő hatásokat tulajdonítanak a vegyületnek. Ugyanakkor kevés tanulmány készült ezen hatások igazolására.
Magyarországon étrend-kiegészítőként kapható, az azt tartalmazó készítmények egyike sem került forgalomból való kivonásra az NNGYK által. Az Európai Vegyianyag-ügynökség (ECHA) nyilvántartása szerint kloriddal képzett sója irritálhatja a szemet, bőrt, és légutakat.